# Karamo Brown
Karamo Brown (Houston, Texas, 2 de noviembre de 1980) es un presentador de televisión, autor y activista estadounidense. Brown comenzó su carrera en 2004 en el programa de MTV, The Real World: Philadelphia. Actualmente es el experto en cultura de la serie de Netflix, Queer Eye.

## Primeros años
Brown nació en Houston, Texas y tiene tres hermanas mayores. Él es de ascendencia jamaicana y cubana. Salió del armario a los 15 años. Creció en Coral Springs, Florida y se graduó de la escuela secundaria Marjory Stoneman Douglas en Parkland en 1999. Después del tiroteo en la escuela en 2018, Brown se convirtió en un miembro activo del movimiento Never Again MSD iniciado por los estudiantes, abogando por una nueva legislación sobre seguridad de armas. Se graduó de la Universidad Agrónoma y Mecánica de Florida y trabajó como trabajador social durante casi una década después de The Real World.

## Carrera
Brown comenzó su carrera en televisión en la serie de MTV, The Real World: Philadelphia en 2004, convirtiéndose en el primer hombre negro homosexual en el programa. Más tarde compitió en Real World/Road Rules Challenge: The Inferno II, donde fue eliminado en el episodio seis. Luego regresó a la televisión en The Next 15 de TV One en 2016.
Fue un anfitrión contribuyente en Dr. Drew On Call de HLN, The Young Turks de YouTube, se desempeñó como presentador y productor de Huffington Post de HuffPost Live y como presentador invitado recurrente de Access Hollywood Live. En 2014, se convirtió en anfitrión y productor de segmento para Own Show.
Fue anfitrión de Are You The One: Second Chances de MTV. Brown actualmente desempeña el papel del experto en cultura en el reboot de Netflix de Queer Eye. La primera temporada se lanzó en Netflix en febrero de 2018.
Brown publicó una memoria en marzo de 2019 titulada Karamo: My Story of Embracing Purpose, Healing, and Hope.
En 2019, Brown apareció en el video musical «You Need to Calm Down» de Taylor Swift.
El 21 de agosto de 2019, Brown fue anunciado como una de las celebridades de la temporada 28 de Dancing with the Stars, teniendo como pareja a la bailarina profesional Jenna Johnson.

## Activismo
Brown cofundó 6in10.org, una organización que trabaja para combatir el estigma del VIH y brinda apoyo de salud mental y educación sobre el VIH a la comunidad afroestadounidense LGBT. Es voluntario como consejero juvenil en el Centro LGBT de Los Ángeles. También se ha asociado con el Centro para el Control de Enfermedades y la Coalición Nacional de Justicia Negra como su embajador de salud y bienestar social. En 2014, se asoció con la compañía farmacéutica Janssen como parte de la campaña Positively Fearless para empoderar a la comunidad gay y bisexual. En abril de 2018, se unió a los miembros de Creative Coalition para viajar al Capitolio de los Estados Unidos para solicitar a los legisladores y a la oficina de la segunda dama Karen Pence el aumento de fondos para el Fondo Nacional para las Artes. También es copresidente nacional de Health Care Voter.

## Controversias
En agosto de 2019, Brown fue criticado por referirse a su coprotagonista de Dancing with the Stars y ex Secretario de Prensa de la Casa Blanca, Sean Spicer, como un «buen tipo» en una entrevista con Access. Sus comentarios recibieron críticas en las redes sociales, y muchos usuarios, entre ellos Roxane Gay, lo criticaron por normalizar a Spicer y su trabajo anterior en la Casa Blanca en contra de los derechos LGBT.

## Vida personal
En 2007, Brown fue notificado de que era el padre de un niño de 10 años, Jason, recibiendo la custodia ese año. Luego adoptó al medio hermano de Jason, Chris, en 2010. Se mudaron a Los Ángeles en 2011, donde residen actualmente. En mayo de 2018, Brown se comprometió con su pareja por ocho años, el director Ian Jordan. Sin embargo terminaron su relación a mediados del 2020.
Actualmente, su pareja es Carlos Medel. Un fotógrafo mexicano.

## Premios
- Premio de visibilidad de la Human Rights Campaign 2018[6]

## Filmografía

### Televisión
| Año           | Título                                          | Papel                                 | Notas                                     |
| ------------- | ----------------------------------------------- | ------------------------------------- | ----------------------------------------- |
| 2004-2005     | The Real World: Philadelphia                    | Él mismo                              | 26 episodios                              |
| 2005          | Real World/Road Rules Challenge: The Inferno II | Él mismo                              | 6 episodios                               |
| 2007          | The DL Chronicles                               | Agent #1                              | Episodio: «Robert»                        |
| 2012-2013     | Bethenny                                        | Panelista y corresponsal              | 4 episodios                               |
| 2013-2014     | Where the Bears Are!                            | Ronnie Bishop, reportero              | 7 episodios                               |
| 2014-2016     | Dr. Drew on Call                                | Presentador, corresponsal y panelista | 54 episodios                              |
| 2015          | Huffpost Live                                   | Presentador                           | 8 episodios                               |
| 2015          | Steam Room Stories                              | Karamo                                | 4 episodios                               |
| 2015          | Love & Hip Hop: Hollywood                       | Él mismo                              | Episodio: «Out in Hip Hop»                |
| 2016          | Access Hollywood Live                           | Presentador                           | 7 episodios                               |
| 2016          | The Next :15                                    | Él mismo                              | 7 episodios                               |
| 2017          | Are You the One: Second Chances                 | Presentador                           | 10 episodios                              |
| 2018          | The Real Princess Diaries: From Diana to Meghan | Él mismo                              | Documental de televisión                  |
| 2018–presente | Queer Eye                                       | Él mismo                              | 33 episodios                              |
| 2018          | Nailed It!                                      | Él mismo                              | Episodio: «Bonus: 3, 2, 1, Ya Not Done!!» |
| 2019          | Lip Sync Battle                                 | Él mismo                              | Temporada 5, Episodio 1                   |
| 2019          | Dancing with the Stars                          | Él mismo                              | Concursante de la temporada 28            |

### Películas
| Año  | Título                                | Papel          | Notas        |  |
| ---- | ------------------------------------- | -------------- | ------------ |  |
| 2001 | The Princess Diaries                  | School Drummer | Película     |  |
| 2014 | Lean                                  | Karamo         | Cortometraje |  |
| 2018 | Visible: The LGBTQ Caribbean Diaspora | Él mismo       |              |  |
| 2020 | The Thing About Harry                 | Paul           | Película     |  |